# غلطة أب (فلم)
غلطة أب فيلم مصري تم إنتاجه عام 1952، من إخراج هنري بركات و بطولة محسن سرحان و شادية و فريد شوقي.

## فريق العمل

### تمثيل
- محسن سرحان
- شادية
- شريفة ماهر
- فريد شوقي
- محمود المليجي
- عزيز عثمان
- عزيزة حلمي
- دولت أبيض
- علي الكسار
- عايدة كامل
- كيتي
- هدى شمس الدين

### الفريق الفني
- إخراج: هنري بركات
- تألبف:
  - محمد مصطفى سامي (قصة وحوار)
  - هنري بركات (سيناريو)

## أغاني الفيلم
- اللي بنيته إتهدم
- ياعشره هوني
- ياأول لحن غنيته
- ماتشيل ايدك من خدك
- معرفش إن كان مشغول بي
- ندرت أغنيلك غنوة

## روابط خارجية
- مقالات تستعمل روابط فنية بلا صلة مع ويكي بيانات